# العلاقات الأوغندية الإيرانية
العلاقات الأوغندية الإيرانية هي العلاقات الثنائية التي تجمع بين أوغندا وإيران.

## مقارنة بين البلدين
هذه مقارنة عامة ومرجعية للدولتين:
| وجه المقارنة                                              | أوغندا                        | إيران                    |
| --------------------------------------------------------- | ----------------------------- | ------------------------ |
| المساحة (كم2)                                             | 241.04 ألف                    | 1.65 مليون               |
| عدد السكان (نسمة)                                         | 42.86 مليون                   | 79.97 مليون              |
| الكثافة السكانية (ن./كم²)                                 | 177.81                        | 48.47                    |
| العاصمة                                                   | كامبالا                       | طهران                    |
| اللغة الرسمية                                             | لغة إنجليزية، اللغة السواحلية | لغة فارسية               |
| العملة                                                    | شيلينغ أوغندي                 | ريال إيراني              |
| الناتج المحلي الإجمالي (بليون دولار)                      | 25.89 مليار                   | 439.51 مليار             |
| الناتج المحلي الإجمالي (تعادل القوة الشرائية) بليون دولار | 72.25 مليار                   | 1.36 تريليون             |
| الناتج المحلي الإجمالي الاسمي للفرد دولار أمريكي          | 705                           |                          |
| الناتج المحلي الإجمالي للفرد دولار أمريكي                 | 1.77 ألف                      |                          |
| مؤشر التنمية البشرية                                      | 0.483                         | 0.766                    |
| رمز المكالمات الدولي                                      | +256                          | +98                      |
| رمز الإنترنت                                              | .ug                           | .ir،                     |
| المنطقة الزمنية                                           | ت ع م+03:00                   | ت ع م+03:30، توقيت إيران |

## منظمات دولية مشتركة
يشترك البلدان في عضوية مجموعة من المنظمات الدولية، منها:
| علم المنظمة | اسم المنظمة                        | تاريخ انضمام أوغندا | تاريخ انضمام إيران |
| ----------- | ---------------------------------- | ------------------- | ------------------ |
|             | مؤسسة التنمية الدولية              | 27 سبتمبر 1963      | 10 أكتوبر 1960     |
|             | يونسكو                             | 9 نوفمبر 1962       | 6 سبتمبر 1948      |
|             | وكالة ضمان الاستثمار متعدد الأطراف | 10 يونيو 1992       | 15 ديسمبر 2003     |
|             | الأمم المتحدة                      | 25 أكتوبر 1962      | 24 أكتوبر 1945     |
|             | الفريق المعني برصد الأرض           | ?                   | ?                  |
|             | الاتحاد البريدي العالمي            | ?                   | ?                  |
|             | البنك الدولي للإنشاء والتعمير      | 27 سبتمبر 1963      | 29 ديسمبر 1945     |
|             | منظمة التعاون الإسلامي             | ?                   | ?                  |
|             | منظمة حظر الأسلحة الكيميائية       | ?                   | ?                  |
|             | مؤسسة التمويل الدولية              | 27 سبتمبر 1963      | 28 ديسمبر 1956     |
|             | منظمة الشرطة الجنائية الدولية      | ?                   | ?                  |

## وصلات خارجية
- موقع وزارة الخارجية الأوغندية
- موقع وزارة الخارجية الإيرانية